# Sularivier
De Sularivier (Zweeds: Sulajoki) is een rivier die stroomt in de Zweedse  gemeente Kiruna. De rivier verzorgt de afwatering van het Väkkärämeer naar het Sautusmeer. Het riviertje is ongeveer 5 kilometer lang.
Afwatering: Sularivier → (Sautusmeer) → Sautusrivier → Torne → Botnische Golf